# Acéphate
L'acéphate  est une substance active de produit phytosanitaire (ou produit phytopharmaceutique, ou pesticide). C'est un insecticide, très soluble dans l'eau, de la famille chimique des organophosphorés.
C'est un produit qui est parfois utilisé en injection dans la sève d'arbres (d'ornement, ou en arboriculture, pour un traitement systémique).

## Réglementation
Sur le plan de la réglementation des produits phytopharmaceutiques :
- pour l’Union européenne : cette substance active est interdite à la suite de l'examen relatif à l'inscription à l’annexe I de la directive 91/414/CEE.
- pour la France : cette substance active n'est pas autorisée dans la composition de préparations bénéficiant d’une autorisation de mise sur le marché.

## Caractéristiques physico-chimiques
Les caractéristiques physico-chimiques dont l'ordre de grandeur est indiqué ci-après, influencent les risques de transfert de cette substance active vers les eaux, et le risque de pollution des eaux :
- Hydrolyse à pH 7 : stable,
- Coefficient de partage carbone organique-eau : 2 cm3·g-1. Ce paramètre, noté Koc, représente le potentiel de rétention de cette substance active sur la matière organique du sol. La mobilité de la matière active est réduite par son absorption sur les particules du sol.
- Durée de demi-vie : 3 jours. Ce paramètre, noté DT50, représente le potentiel de dégradation de cette substance active, et sa vitesse de dégradation dans le sol.
- Coefficient de partage octanol-eau : -0,9. Ce paramètre, noté log Kow ou log P, mesure l’hydrophilie (valeurs faibles) ou la lipophilie (valeurs fortes) de la substance active.

## Écotoxicologie
Elle est liée à la toxicité du produit, mais aussi à sa grande solubilité dans l'eau.

Les concentrations létales 50 (CL50) dont l'ordre de grandeur est indiqué ci-après, sont observées :
- CL50 sur poissons : >30 mg·l-1,
- CL50 sur daphnies : 56,7 mg·l-1,
- CL50 sur algues : 500 mg·l-1.

## Toxicitépour l’homme
Pour l’Homme, la dose journalière acceptable (DJA) est aujourd'hui de l’ordre de : 0,03 mg·kg-1·j-1. 

Or, ce produit peut laisser des résidus significatifs sur les fruits ou légumes (ex, sur des haricots verts aux USA, un suivi a mis en évidence des résidus sur 21,0 % des échantillons, avec des taux très variables (de 0,003 ppm à 3,0 ppm